# Thraulodes bonito
Thraulodes bonito is een haft uit de familie Leptophlebiidae. De wetenschappelijke naam van de soort is voor het eerst geldig gepubliceerd in 2013 door Gonçalves, Da-Silva & Nessimian.
De soort komt voor in het Neotropisch gebied.